# Lindenberg im Allgäu
Lindenberg im Allgäu é uma cidade da Alemanha, localizada no distrito de Lindau, no estado de Baviera.